# Salix eleagnos
Saule drapé
Espèce
Le Saule drapé (Salix eleagnos) est une espèce de plantes à fleurs de la famille des Salicaceae. C'est un arbre originaire d'Europe centrale et du sud, et du Sud-ouest de l'Asie.

## Liste des formes
Selon Tropicos (11 juin 2013) (Attention liste brute contenant possiblement des synonymes) :
- forme Salix elaeagnos fo. angustissima

### Salix elaeagnos
- (en) Catalogue of Life : Salix elaeagnos Scop. (consulté le 21 décembre 2020)
- (en) Flora of North America : Salix elaeagnos  (consulté le 11 juin 2013)
- (fr + en) ITIS : Salix elaeagnos  Scop. Non valide (consulté le 11 juin 2013)
- (fr + en) ITIS : Salix eleagnos  Scop. (consulté le 11 juin 2013)
- (en) NCBI : Salix elaeagnos (taxons inclus) (consulté le 11 juin 2013)
- (en) Tropicos : Salix elaeagnos Scop.  (+ liste sous-taxons) (consulté le 11 juin 2013)

### Salix eleagnos
- (fr) Belles fleurs de France 2 : Salix eleagnos (consulté le 11 juin 2013)
- (en) Catalogue of Life : Salix eleagnos Scop. (consulté le 11 juin 2013)
- (en) GRIN : espèce Salix eleagnos  Scop. (consulté le 11 juin 2013)
- (fr + en) ITIS : Salix eleagnos  Scop. (consulté le 11 juin 2013)
- (fr) Tela Botanica (France métro) : Salix eleagnos  Scop. (consulté le 11 juin 2013)
- (en) Tropicos : Salix eleagnos Scop.  (+ liste sous-taxons) (consulté le 11 juin 2013)